# Laryssa Biesenthal
Laryssa Biesenthal (* 22. Juni 1971 in Walkerton, Ontario) ist eine ehemalige kanadische Ruderin. Sie gewann 1996 die olympische Bronzemedaille im Doppelvierer und 2000 die olympische Bronzemedaille im Achter.

## Sportliche Karriere
Die 1,73 m große Laryssa Biesenthal begann 1990 an der University of British Columbia mit dem Rudersport. Erst 1995 nahm sie erstmals an Weltmeisterschaften teil. In Tampere belegte sie zusammen mit Kathleen Heddle, Marnie McBean und Diane O’Grady den zweiten Platz im Doppelvierer hinter dem deutschen Boot und mit zwei Zehntelsekunden Vorsprung auf die niederländischen Crew. Mit der gleichen Besetzung gewann der kanadische Doppelvierer Bronze bei den Olympischen Spielen 1996 hinter dem deutschen Doppelvierer und den Ukrainerinnen. 
Nach den Olympischen Spielen 1996 wechselte Laryssa Biesenthal in den kanadischen Achter, mit dem  sie bei den Weltmeisterschaften 1997 als Zweite hinter den Rumäninnen das Ziel erreichte. Bei den Weltmeisterschaften 1998 siegten die Rumäninnen vor dem US-Achter, die Kanadierinnen erhielten die Bronzemedaille. Die Weltmeisterschaften 1999 fanden vor heimischem Publikum in St. Catharines statt, der kanadische Achter mit Biesenthal belegte erneut den dritten Platz hinter den Rumäninnen und den US-Ruderinnen. Auch bei den Olympischen Spielen 2000 gewann der kanadische Achter die Bronzemedaille, hinter dem rumänischen Boot ging Silber an die niederländische Crew.